# Marian Rejewski
 Marian Adam Rejewski (tiếng Ba Lan: [ˈmarjan rɛˈjɛfskʲi] ⓘ; 16 tháng 8 năm 1905 - 13 tháng 2 năm 1980) là một nhà toán học và mật mã học người Ba Lan, người vào cuối năm 1932 đã tái tạo lại cỗ máy mật mã Enigma không thể nhìn thấy của quân đội Đức, với sự hỗ trợ bằng các tài liệu còn khá hạn chế do tình báo quân sự Pháp thu thập được. Trong gần bảy năm tiếp theo, Rejewski và các nhà toán học-mật mã học Jerzy Różycki và Henryk Zygalski đã phát triển và sử dụng các kỹ thuật và thiết bị để giải mã mật mã máy của Đức, ngay cả khi người Đức đưa ra các sửa đổi đối với thiết bị và quy trình mã hóa của họ. Năm tuần trước khi Chiến tranh thế giới thứ hai bùng nổ, người Ba Lan, tại một hội nghị ở Warsaw, đã chia sẻ thành tựu của họ với người Pháp và người Anh. Nhờ vậy, quân đội Anh đã có thể bắt đầu đọc các thông điệp được mã hóa bằng Enigma của Đức, bảy năm sau khi Rejewski tái tạo lại cỗ máy ban đầu. Thông tin tình báo mà người Anh thu được từ việc giải mã Enigma đã hình thành nên một phần của thứ có tên mã là Ultra và đã mang lại đóng góp có tính quyết định đến sự thất bại của quân Đức. 
Năm 1929, khi còn đang theo học ngành toán tại Đại học Poznań, Rejewski đã tham dự một khóa học mật mã bí mật do Cục Cơ yếu của Bộ Tổng tham mưu Ba Lan (Biuro Szyfrów) tiến hành. Ông sau đó tham gia Cục này vào tháng 9 năm 1932. Do không thành công trong việc đọc các tin nhắn do Enigma mã hóa truyền ra, Cục Cơ yếu đã yêu cầu Rejewski bắt tay vào giải quyết vấn đề này vào cuối năm 1932. Ông đã suy luận ra hệ thống dây điện bí mật bên trong của chiếc máy chỉ sau vài tuần. Rejewski và hai đồng nghiệp của mình sau đó đã phát triển các kỹ thuật liên tiếp để giải mã các thông điệp từ Enigma. Những đóng góp của riêng ông gồm có danh mục thẻ mật mã, được lấy từ máy đo vòng quay mà ông đã phát minh ra, và bomba mật mã.
Năm tuần trước khi Đức xâm lược Ba Lan năm 1939, Rejewski và các đồng nghiệp đã trình bày thành tích của họ với các đại diện tình báo của Pháp và Anh có mặt tại Warsaw. Một thời gian ngắn sau khi chiến tranh bùng nổ, các nhà mật mã học Ba Lan đã được sơ tán đến Pháp, nơi họ tiếp tục phá vỡ các thông điệp được giải mã bởi Enigma. Họ và các nhân viên hỗ trợ của họ một lần nữa bị buộc phải di tản sau khi nước Pháp sụp đổ vào tháng 6 năm 1940, và phải tiếp tục công việc bí mật vài tháng sau đó tại Vichy. Sau khi "Vùng tự do" của Pháp bị Đức chiếm đóng vào tháng 11 năm 1942, Rejewski và Zygalski chạy trốn qua Tây Ban Nha, Bồ Đào Nha và Gibraltar để đến Anh. Tại đây, họ gia nhập Lực lượng vũ trang Ba Lan và bắt tay vào công việc giải mật mã cấp thấp của quân Đức.
Sau chiến tranh, Rejewski đoàn tụ với gia đình ở Ba Lan và làm công việc kế toán. Trong hai thập kỷ, ông giữ im lặng về công việc mật mã trước chiến tranh và thời chiến của mình để tránh sự chú ý có thể gây bất lợi từ chính phủ cộng sản do Liên Xô kiểm soát tại Ba Lan. Ông đã phá vỡ sự im lặng của mình vào năm 1967 khi  cung cấp cho Viện Lịch sử Quân sự Ba Lan cuốn hồi ký về công việc của mình trong Cục Cơ yếu. Ông qua đời ở tuổi 74 sau một cơn đau tim. Ông được chôn cất và truy tặng các danh hiệu quân sự tại Nghĩa trang Quân đội Powązki, Warsaw.

## Thời trẻ

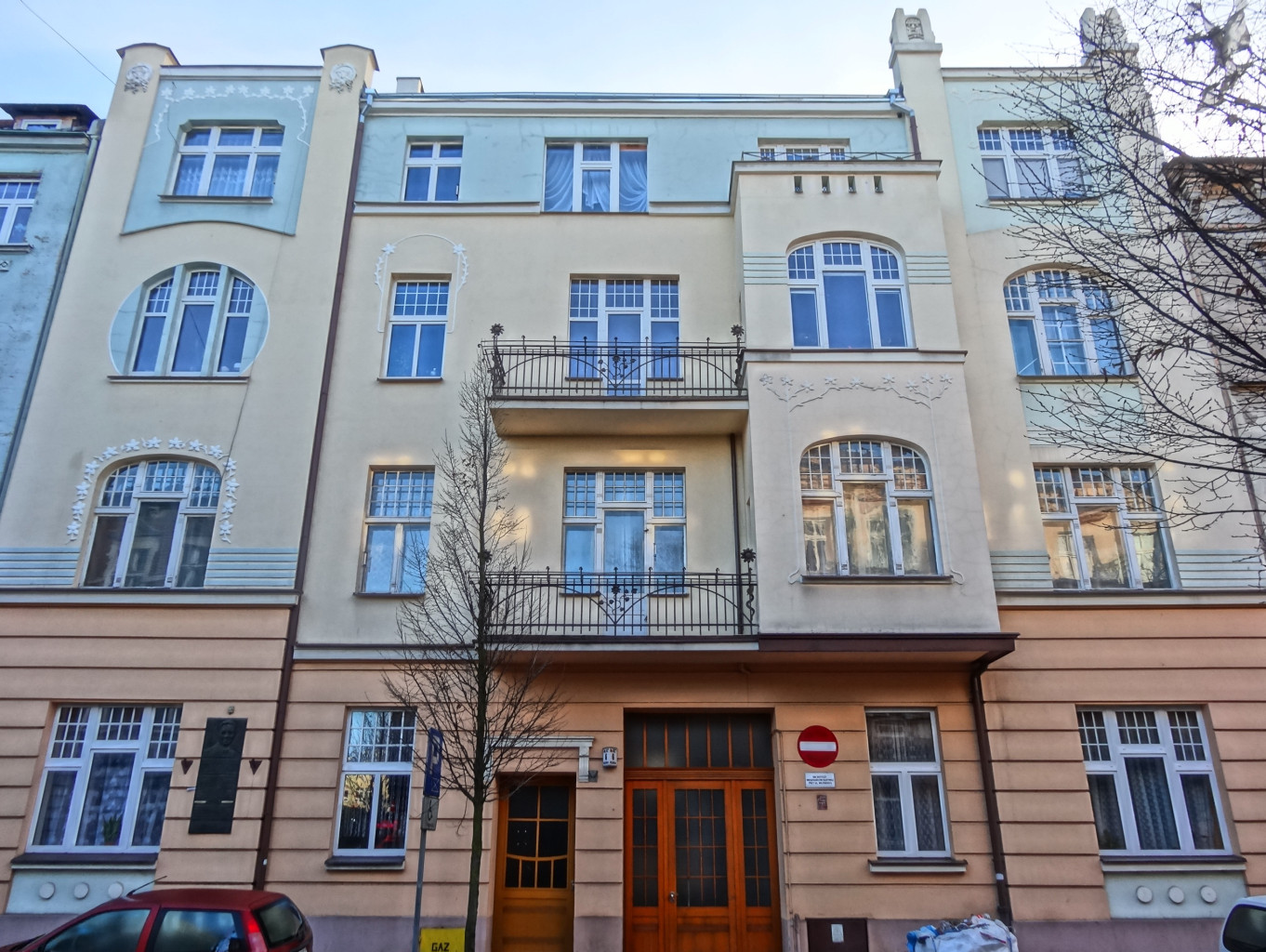
Nơi ở thời bé của Rejewski

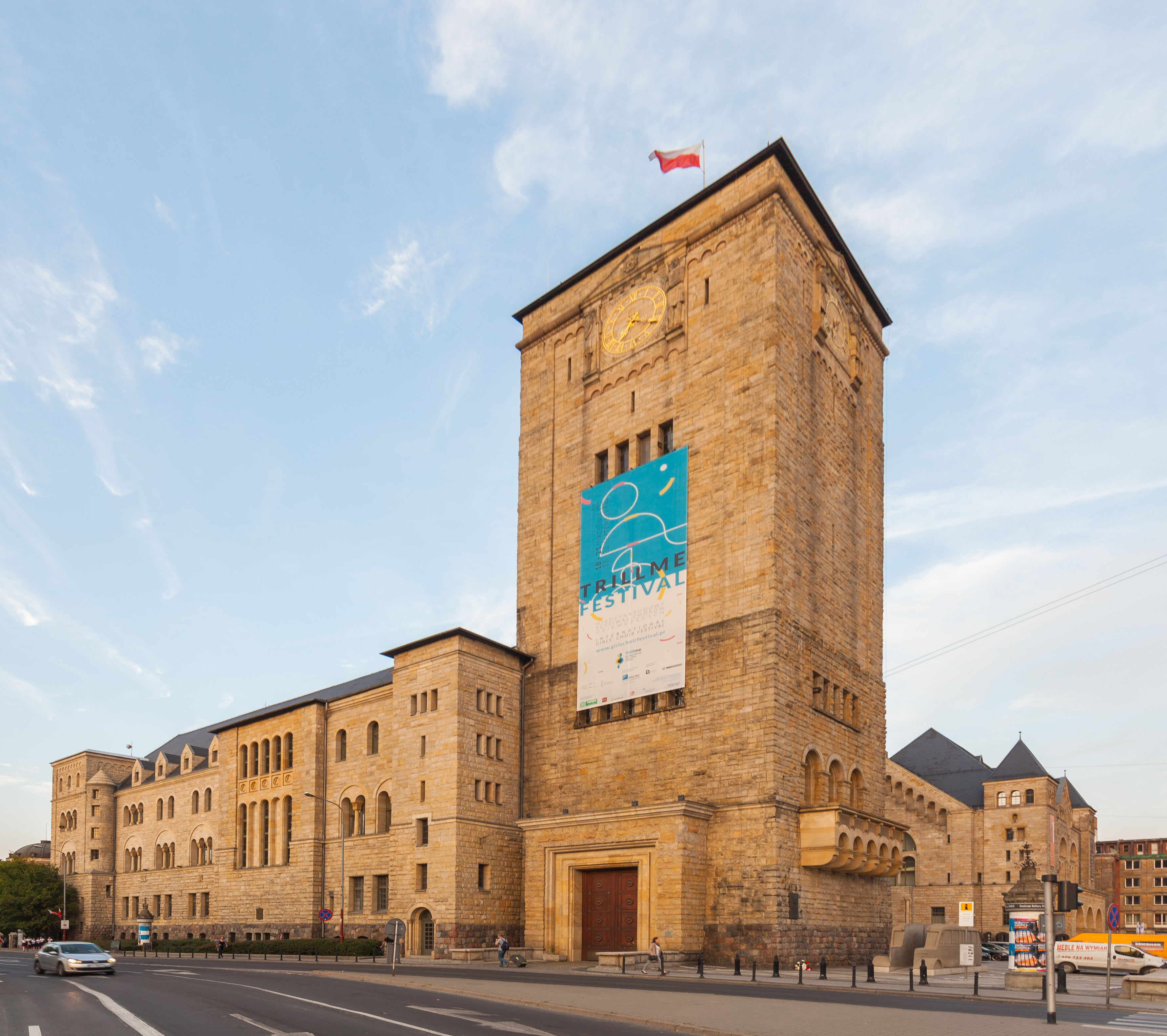
Rejewski học chuyên ngành Toán học tại Lâu đài Poznań.

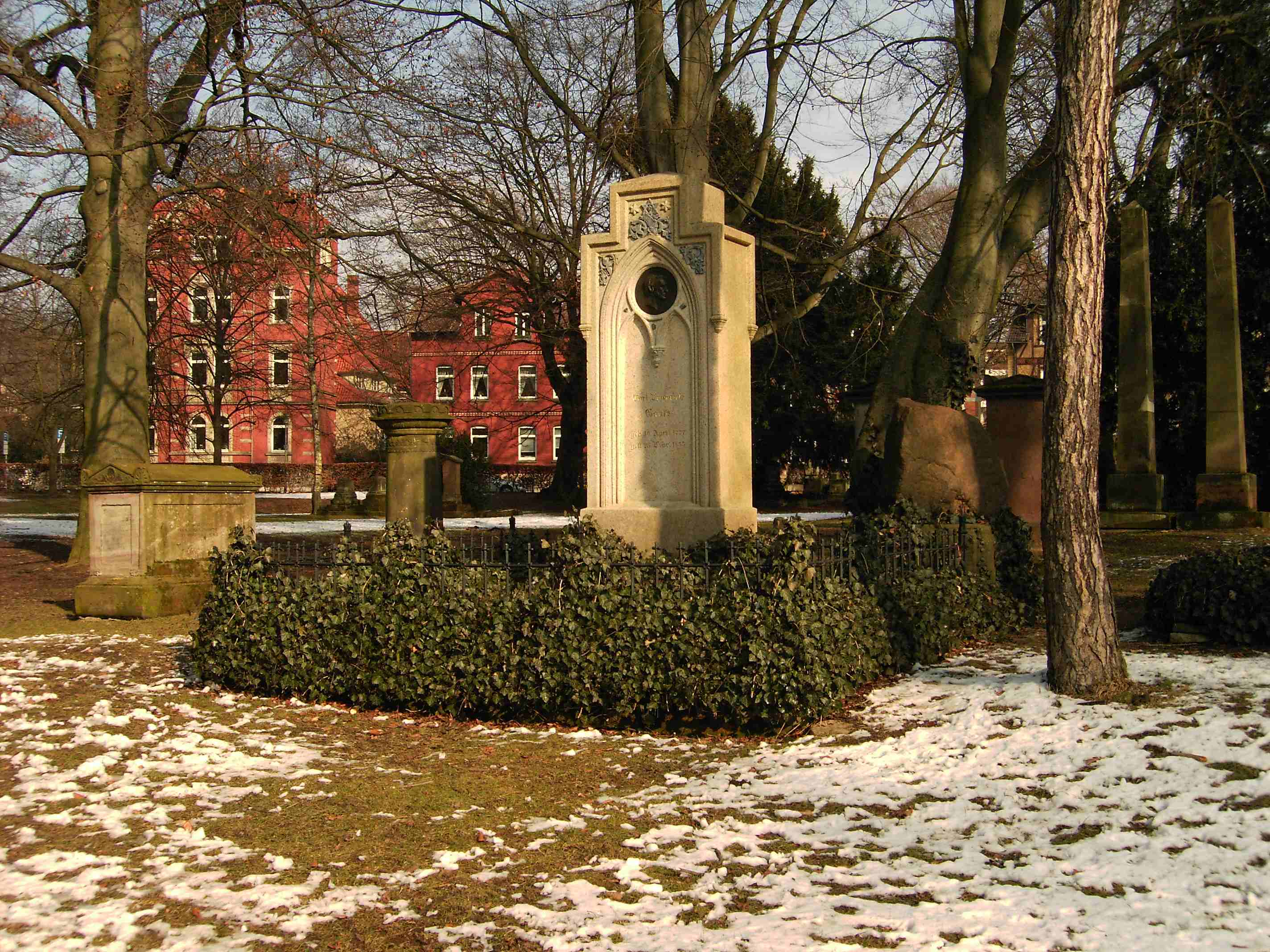
Những đóa hoa đặt trên mộ Rejewski ở nghĩa trang Gauss tại (Göttingen).

Marian Rejewski sinh ngày 16 tháng 8 năm 1905 ở Bromberg, thuộc tỉnh Posen của nước Phổ  (nay là Bydgoszcz, Ba Lan). Ông là con của Józef và Matylda, nhũ danh Thoms.  Sau khi học xong phổ thông, ông theo học ngành toán tại Học viện Toán học của Đại học Poznań, nằm trong Lâu đài Poznań.
Năm 1929, ngay trước khi tốt nghiệp đại học, Rejewski đã bắt đầu tham gia một khóa học về mật mã học, khai giảng vào ngày 15 tháng 1, do Cục Cơ yếu Bộ Tổng tham mưu Ba Lan tổ chức cho các sinh viên toán học nói tiếng Đức với sự giúp đỡ của Giáo sư Zdzisław Krygowski của Viện Toán học. Các buổi được diễn ra bên ngoài khuôn viên trường, trong  một cơ sở quân sự và, sau này Rejewski phát hiện ra ở Pháp vào năm 1939 rằng, "hoàn toàn dựa trên theo đúng nghĩa đen" cuốn sách xuất bản năm 1925 của Đại tá Pháp Marcel Givierge, Cours de cryptographie (Khóa học mật mã).  Rejewski và các bạn học gồm Henryk Zygalski và Jerzy Różycki là một trong số ít những người có thể bắt kịp với nội dung khóa học mà vẫn cân bằng với việc học tại trường như bình thường.
Ngày 1 tháng 3 năm 1929, Rejewski tốt nghiệp với tấm bằng Thạc sĩ chuyên ngành Toán học. Một vài tuần sau khi tốt nghiệp, lúc này ông vẫn chưa hoặc thành khóa học mật mã của Cục Cơ yếu, Rejewski tiếp tục theo học khóa học thống kê tính toán kéo dài hai năm tại Göttingen, Đức. Ông đã không hoàn thành khóa học này, bởi vì trong lúc ở nhà vào mùa hè năm 1930, ông đã nhận lời đề nghị từ Giáo sư Krygowski về việc trở thành trợ giảng toán học tại Đại học Poznań. Ông cũng bắt đầu làm việc bán thời gian cho Cục Cơ yếu, lúc này đã thiết lập được một tiền đồn tại Poznań để giải mã các tin nhắn vô tuyến thu được từ quân đội Đức. Rejewski làm việc khoảng mười hai giờ mỗi tuần trong một căn hầm dưới lòng đất gần Viện Toán học, thường được gọi vui là "Buồng đen".
Cơ sở tại Poznań của Cục Cơ yếu bị giải thể vào mùa hè năm 1932. Vào ngày 1 tháng 9 năm 1932, tại Warsaw, Rejewski, Zygalski và Różycki đã gia nhập Cục Cơ yếu với tư cách là nhân viên dân sự làm việc tại tòa nhà Bộ Tổng tham mưu (Cung điện Saxon). Nhiệm vụ đầu tiên của họ là giải một mật mã bốn ký tự đã bị mã hóa của Kriegsmarine (Hải quân Đức). Tiến độ giải mã ban đầu còn chậm, nhưng dần được đẩy nhanh sau khi nhóm thử nghiệm một thông tin thu được, bao gồm một tín hiệu sáu nhóm được truyền đi, theo sau đó là tín hiệu phản hồi có bốn nhóm. Các nhà mật mã học đã đoán chính xác tín hiệu đầu tiên là câu hỏi "Frederick Đại đế sinh năm nào?" và theo sau đó là câu trả lời "1712".
Ngày 20 tháng 6 năm 1934, Rejewski kết hôn với Irena Maria Lewandowska, con gái của một nha sĩ khá giàu có. Họ có với nhau hai người con, một trai là Andrzej (Andrew), sinh năm 1936 và một gái tên là Janina (Joan), sinh năm 1939. Janina sau này cũng trở thành một nhà toán học giống như cha bà.

## Giải quyết vấn đề hệ thống dây điện
Để giải mã những tin nhắn được mã hóa bởi Enigma, cần có được ba thông tin sau: (1) hiểu biết chung về cách hoạt động của Enigma; (2) hệ thống dây điện của rôto và (3) chế độ hàng ngày (trình tự, hướng của các rô-to và các kết nối phích cắm trên bảng cắm). Rejewski chỉ mới có thông tin đầu tiên dựa trên những thông tin thu thập được từ Cục Cơ yếu.

Một chu kỳ được hình thành bởi các chữ cái đầu tiên và thứ tư của một tập hợp các chỉ báo. Rejewski đã khai thác các chu ký này để suy luận ra hệ thống dây điện rôto của Enigma vào năm 1932, từ đó tìm ra được các chế độ tin nhắn hàng ngày.

Đầu tiên, Rejewski tìm cách khám phá hệ thống dây điện của các rô-to. Để làm được điều này, theo nhà sử học David Kahn, ông đã tiên phong trong việc sử dụng toán học thuần túy trong phân tích mật mã. Các phương pháp trước đây chủ yếu sử dụng phương pháp ngôn ngữ học và số liệu thống kê thông qua phân tích ngôn ngữ tự nhiên và phân tích tần suất chữ cái. Rejewski đã áp dụng các kỹ thuật trong lý thuyết nhóm - gồm các định lý về hoán vị - để tìm cách hiểu Enigma. Những kỹ thuật toán học này, kết hợp với tài liệu được cung cấp bởi Gustave Bertrand, giám đốc đơn vị tình báo vô tuyến điện của Pháp, đã giúp Rejewski tái tạo được hệ thống dây điện bên trong các rôto và các tấm phản xạ không xoay của cỗ máy. Theo Kahn, "Giải pháp này là thành tựu đáng kinh ngạc của chính Rejewski, một thành tựu đã nâng ông lên hàng ngũ những nhà giải mã vĩ đại nhất mọi thời đại." Rejewski đã sử dụng định lý toán học—rằng hai hoán vị là liên hợp khi và chỉ khi chúng có cùng cấu trúc chu trình—giáo sư toán học và đồng biên tập Cryptologia Cipher A. Deavours đã miêu tả rằng đây là "định lý đã mang lại chiến thắng trong Chiến tranh thế giới thứ II".
Trước khi nhận được tài liệu tình báo của Pháp, Rejewski đã nghiên cứu cẩn thận các thông điệp của Enigma, đặc biệt là sáu chữ cái đầu tiên trong các tin nhắn bị chặn hàng ngày. Để bảo mật, mỗi tin nhắn đã được mã hóa bằng cách sử dụng các vị trí bắt đầu khác nhau của rôto, tùy theo lựa chọn của người vận hành. Chế độ tin nhắn này dài ba chữ cái. Để chuyển thông điệp đến người vận hành tiếp nhận, người vận hành gửi đi bắt đầu viết tin nhắn bằng cách gửi chế độ tin nhắn dưới dạng ngụy trang gồm sáu chữ cái chỉ báo. Chỉ báo hàng ngày được hình thành bằng cách sử dụng Enigma với các rô-to của nó để đặt chế độ chung cho ngày hôm đó, được gọi là chế độ mặt đất và được chia sẻ với tất cả những người vận hành máy. Việc các chỉ báo được tạo ra theo cách này đã khiến các thông tin mã hóa lộ ra một điểm yếu.

## Sự tôn vinh

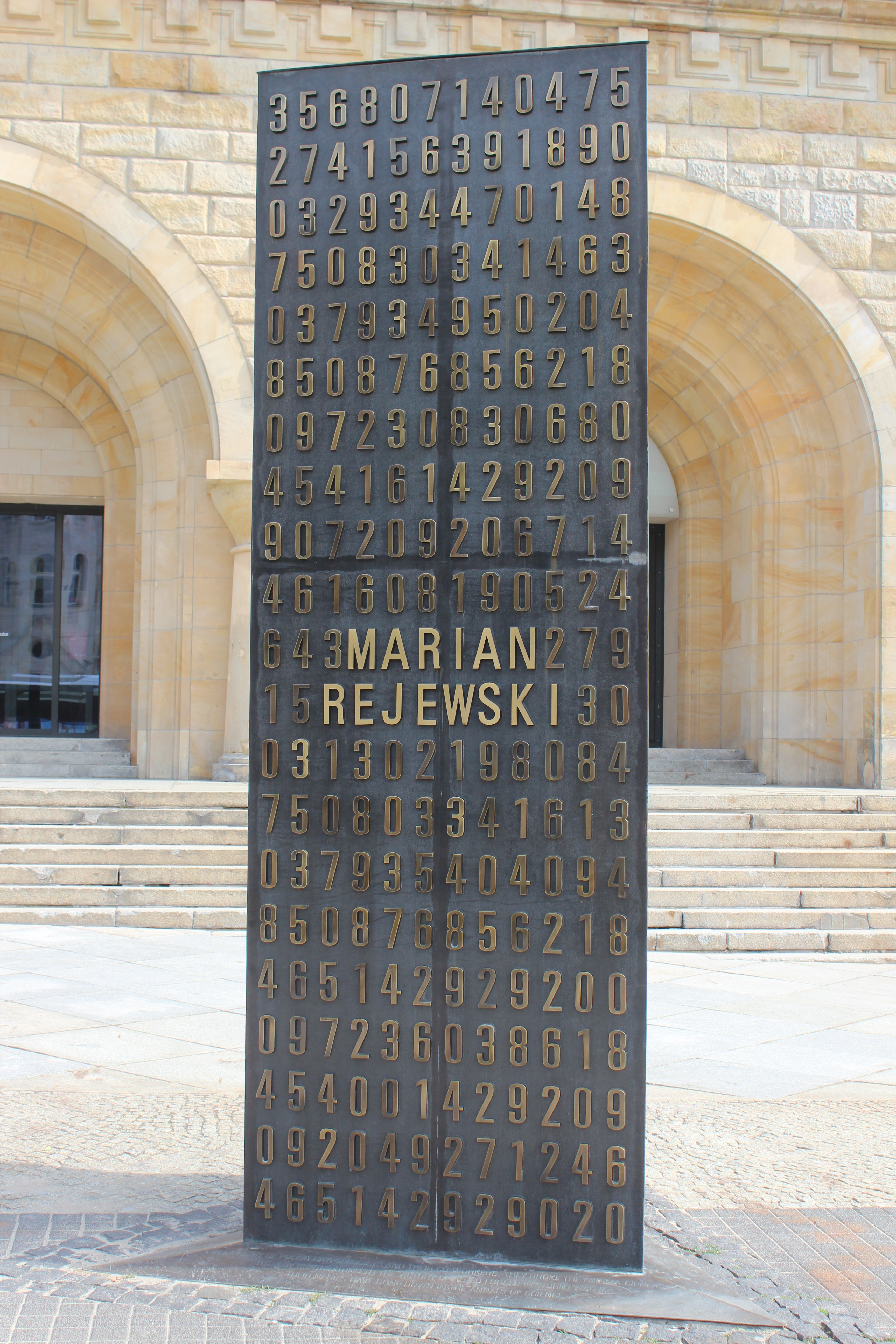
Đài tưởng niệm được xây dựng vào năm 2007 để ghi nhận công lao của các nhà giải mã Rejewski, Różycki, và Zygalski ở trước Lâu đài Poznań

Vào ngày 21 tháng 7 năm 2000, Tổng thống Ba Lan Aleksander Kwaśniewski đã trao tặng danh hiệu dân sự cao quý thứ nhì của Ba Lan, Đại Thập tự của Huân chương Polonia Restituta, cho Marian Rejewski và Henryk Zygalski.  Vào tháng 7 năm 2005, con gái của Rejewski, Janina Sylwestrzak, đã thay mặt ông lên nhận Huân chương Chiến tranh 1939–1945 từ Tham mưu trưởng Bộ Quốc phòng Anh. Ngày 1 tháng 8 năm 2012, Marian Rejewski cũng được truy tặng Giải thưởng Knowlton bởi Hiệp hội Quân đoàn Tình báo Quân đội Hoa Kỳ. Người con Janina của ông đã thay cha nhận giải thưởng này tại quê nhà của ông, Bydgoszcz, vào ngày 4 tháng 9 năm 2012. Rejewski còn được NATO đề cử  Giải thưởng Chỉ huy phản gián của quân Đồng minh.
Vào năm 2009, Bưu điện Ba Lan đã phát hành một bộ bốn chiếc tem kỷ niệm, trong đó có một chiếc in hình Rejewski cùng những người cộng sự, Jerzy Różycki và Henryk Zygalski.
Vào ngày 5 tháng 8 năm 2014, Hội Kỹ sư Điện và Diện tử (IEEE) đã vinh danh Rejewski, Różycki và Zygalski với giải thưởng Milestone danh giá, một giải thưởng chuyên ghi nhận những thành tựu làm thay đổi thế giới.
Một tượng đài ba mặt bằng đồng đã được khánh thành vào năm 2007 trước Lâu đài Hoàng gia ở Poznań. Mỗi mặt của tượng đài đều mang tên của một trong ba nhà toán học Ba Lan đã giải được mật mã Enigma.
Rejewski và các cộng sự còn được được tái hiện như những người anh hùng trong bộ phim giật gân Sekret Enigmy (Bí mật Enigma), nói về cách mà người Ba Lan đã giải mã được cỗ máy Enigma của quân đội Đức. Vào khoảng cuối những năm 1980, một phim truyền hình Ba Lan có nội dung tương tự có tựa đề Tajemnice Enigmy ("Những bí mật của Enigma") cũng được công chiếu.
Vào năm 2021, Trung tâm Mật mã Enigma, một tổ chức giáo dục và khoa học có tên gọi nhằm vinh danh những nhà toán học Ba Lan đã phá giải mật mã Enigma, trong đó có Marian Rejewski, đã mở cửa hoạt động tại Poznań.

### Trích dẫn
1. 1 2  “Postanowienie Prezydenta Rzeczypospolitej Polskiej z dnia 14 lutego 2000 r. o nadaniu orderów” [Polish Order of the President of the Republic on 14 February 2000. On awarding orders.], Monitor Polski (bằng tiếng Ba Lan), 13 (273), 14 tháng 2 năm 2000
2. 1 2  Untold Story of Enigma Code-Breaker, 5 tháng 7 năm 2005, Bản gốc lưu trữ ngày 18 tháng 11 năm 2005, truy cập ngày 9 tháng 1 năm 2006
3. 1 2  “Najwyższe odznaczenie amerykańskiego wywiadu za złamanie kodów Enigmy” [Highest American Intelligence Award for Breaking Enigma Ciphers], Gwiazda Polarna (bằng tiếng Ba Lan), 103 (20): 6, 22 tháng 9 năm 2012
4. 1 2  Polska Agencja Prasowa (5 tháng 8 năm 2014), “Wyróżnienie Milestone dla polskich matematyków za złamanie Enigmy” [Milestone Award for Polish mathematicians for breaking the Enigma], Newsweek (bằng tiếng Ba Lan), truy cập ngày 23 tháng 7 năm 2016
5. 1 2  Mazierska, Janina (tháng 12 năm 2014), “IEEE Milestone Dedication on the First Breaking of Enigma Code (Poland Section)” (PDF), The IEEE Region 10 Newsletter: 2–4, truy cập ngày 1 tháng 2 năm 2015
6. ↑  Brzezinski 2005, tr. 18
7. 1 2  Kozaczuk 1984, tr. 226
8. ↑  Kozaczuk 1984, p. 7, note 6
9. ↑  Kasparek & Woytak 1982, tr. 19
10. ↑  Thông tin ghi trong hồ sơ nghĩa vụ quân sự của Marian Rejewski, được phát hành trong cuốn Kozaczuk 1979, opposite p. 257
11. ↑  Kasparek & Woytak 1982, tr. 20
12. ↑  Ngày khai giảng chính xác được xác định thông qua một lá thư cảm ơn do Tổng tham mưu trưởng Ba Lan, tướng Tadeusz Piskor, gửi Giáo sư Krygowski vào ngày 29 tháng 1 năm 1929. Jakóbczyk & Stokłosa 2007, tr. 44.
13. ↑  Woytak 1984, tr. 230
14. ↑  Woytak 1984, tr. 238
15. ↑  Kozaczuk 1984, tr. 4
16. ↑  Thông tin ghi trên tấm bằng Thạc sĩ của Marian Rejewski ngày 1 tháng 3 năm 1929, được đề cập trong Kozaczuk 1979, opposite p. 128
17. 1 2  Woytak 1984, tr. 230–231
18. ↑  Kozaczuk 1984, tr. 5–6
19. ↑  Woytak 1984, tr. 231
20. ↑  Kozaczuk 1984, tr. 10–11
21. ↑  Kozaczuk 1984, tr. 12, 19–21
22. ↑  Kahn 1991, tr. 64
23. ↑  Kozaczuk 1984, tr. 16–17
24. ↑  Kahn 1996, tr. 974
25. ↑  Cipher A. Deavours, viết trong Rejewski 1981, tr. 229, 232.
26. ↑  Woytak 1984, tr. 232
27. ↑  Rejewski 1984e, tr. 274
28. ↑  Rejewski 1984d, tr. 254
29. ↑  “Awards”, MICAStore.com, Military Intelligence Corps Association, Bản gốc lưu trữ ngày 13 tháng 1 năm 2015, truy cập ngày 5 tháng 2 năm 2015
30. ↑  “Znaczki z 2009 roku”. Truy cập ngày 25 tháng 2 năm 2019.
31. ↑  Jakóbczyk & Stokłosa 2007
32. ↑  Kasparek & Woytak 1982, tr. 24
33. ↑  “New centre dedicated to Polish Enigma codebreakers opens in Poznań”. Truy cập ngày 25 tháng 9 năm 2021.